# Veranda’s Willems-Crelan
Veranda’s Willems-Crelan (Kod UCI: VWC) – belgijska zawodowa grupa kolarska założona w 2013 roku. W latach 2013–2016 należała do dywizji UCI Continental Teams, a od 2017 r. znajduje się w dywizji UCI Professional Continental Teams. Kierownikiem zespołu jest były kolarz szosowy Belg Nick Nuyens, a dyrektorami sportowymi grupy są Belgowie Niels Albert, który w przeszłości uprawiał kolarstwo przełajowe i Kristof De Kegel oraz Holender Michiel Elijzen. Zespół poza wyścigami szosowymi, specjalizuje się również w kolarstwie przełajowym. Ma w swoim gronie między innymi trzykrotnego mistrza świata w kolarstwie przełajowym z 2016, 2017 i 2018 r. Wouta Van Aerta.
8 kwietnia 2018 r. w wyniku zatrzymania akcji serca na wyścigu Paryż-Roubaix zmarł zawodnik tej grupy Belg Michael Goolaerts.

## Historia
Obecna grupa Veranda’s Willems-Crelan powstała w 2017 r. w wyniku połączenia grupy kontynentalnej Verandas Willems z przełajową Crelan-Vastgoedservice. Zespół dzięki temu zyskał dostęp do dywizji UCI Professional Continental Teams. Wcześniej, grupa Verandas Willems, jeździła przez 4 lata w niższej dywizji UCI Continental Teams.

## Ważniejsze sukcesy na szosie

### 2015
- 2. miejsce w Primus Classic Impanis-Van Petegem, Dimitri Claeys
- 3. miejsce w Baloise Belgium Tour, Gaetan Bille

### 2016
- 1. miejsce w Nokere Koerse, Timothy Dupont
- 1. miejsce w Halle Ingooigem, Dries De Bondt
- 1. miejsce w Kampioenschap van Vlaanderen, Timothy Dupont
- 2. miejsce w Primus Classic Impanis-Van Petegem, Timothy Dupont

### 2017
- 1. miejsce w Ronde van Limburg, Wout van Aert
- 1. miejsce w Bruges Cycling Classic, Wout van Aert
- 1. miejsce w Grand Prix Cerami, Wout van Aert
- 1. miejsce w Rad am Ring, Huub Duijn
- 1. miejsce w Grote Prijs Jef Scherens, Timothy Dupont

### 2018
- 2. miejsce w Ronde van Drenthe, Dries De Bondt
- 3. miejsce w Strade Bianche, Wout van Aert
- 5. miejsce w Rund um den Finanzplatz Eschborn-Frankfurt, Sean de Bie

## Skład 2018[a]
| Skład drużyny 2018                       | Skład drużyny 2018   | Skład drużyny 2018 | Skład drużyny 2018                    |
| Imię i nazwisko                          | Data urodzenia       | Państwo            | Poprzednia grupa                      |
| ---------------------------------------- | -------------------- | ------------------ | ------------------------------------- |
| Sean De Bie                              | 3 października 1991  | Belgia             | Lotto-Soudal (2017)                   |
| Mathias De Witte                         | 29 marca 1993        | Belgia             | Cibel-Cebon (2017)                    |
| Stijn Devolder                           | 29 sierpnia 1979     | Belgia             | Trek-Segafredo (2016)                 |
| Huub Duyn                                | 1 września 1984      | Holandia           | Roompot-Oranje Peloton (2016)         |
| Senne Leysen                             | 18 marca 1996        | Belgia             | Lotto-Soudal U23 (2017)               |
| Stijn Steels                             | 21 sierpnia 1989     | Belgia             | Sport Vlaanderen-Baloise (2017)       |
| Wout van Aert (1 sty–17 wrz)             | 15 września 1994     | Belgia             | Crelan-Vastgoedservice (2016)         |
| Zico Waeytens                            | 29 września 1991     | Belgia             | Team Sunweb (2017)                    |
| Dries De Bondt                           | 4 lipca 1991         | Belgia             | Verandas Willems (2016)               |
| Stan Godrie                              | 9 stycznia 1993      | Holandia           | Rabobank Development (2016)           |
| Aidis Kruopis                            | 26 października 1986 | Litwa              | Verandas Willems (2016)               |
| Arjen Livyns (1 mar–31 gru)              | 1 września 1994      | Belgia             | Pauwels Sauzen-Vastgoedservice (2017) |
| Tim Merlier                              | 30 października 1992 | Belgia             | Crelan-Vastgoedservice (2016)         |
| David Tanner                             | 30 września 1984     | Australia          | IAM Cycling (2016)                    |
| Elias Van Breussegem                     | 10 kwietnia 1992     | Belgia             | Verandas Willems (2016)               |
| Michael Goolaerts (1 sty–9 kwi, Przypis) | 24 lipca 1994        | Belgia             | Lotto-Soudal U23 (2016)               |
|                                          |                      |                    |                                       |
| Źródło: ProCyclingStats                  |                      |                    |                                       |

Przypis: Michael Goolaerts, zmarł podczas rywalizacji

## Nazwa grupy w poszczególnych latach
| lata      | nazwa                    |
| --------- | ------------------------ |
| 2013–2016 | Verandas Willems         |
| 2017–     | Veranda’s Willems-Crelan |